# GNU-C-Bibliothek
glibc, die GNU C-Bibliothek, ist eine freie Implementierung der C-Standard-Bibliothek, die vom GNU-Projekt zusammen mit der GNU Compiler Collection entwickelt wird.
Die glibc steht unter der LGPL, was den Einsatz der Bibliothek bei nicht freier Software ermöglicht. Die glibc-Bibliothek gehört zu den fundamentalsten und wichtigsten Bibliotheken von unixoiden Betriebssystemen.

## Eigenschaften
Eines der Designziele der glibc ist Portabilität über verschiedene Softwareplattformen, daher ist sie auch für eine Reihe von Betriebssystemen verfügbar. Einige Betriebssysteme, darunter GNU/Linux, benutzen die glibc als ihre offizielle Standard-C-Bibliothek. Die Bibliotheken der glibc sind selbst zum größten Teil auch in C geschrieben, laufzeitkritische Routinen verwenden jedoch Assembler-Code.

### Funktionalität
Die glibc stellt die in der Single UNIX Specification, POSIX (1c, 1d, und 1j) geforderte Funktionalität bereit, zusätzlich Teile der ISO C99, Berkeley Unix (BSD) Interface, der System V Interface Definition (SVID) und der X/Open Portability Guide (XPG), Issue 4.2, mit allen Erweiterungen üblich für XSI-(X/Open System Interface)-konforme Systeme mit allen X/Open-Unix-Erweiterungen.
Zusätzlich zu den von den C-Standards geforderten Funktionen bietet sie auch eine Reihe von (nicht standardisierten) Erweiterungen.

### Kritik
Ihre Universalität und ihr Fokus auf die x86-Hardware-Plattform ist zugleich auch der größte Kritikpunkt an der glibc. Durch die Menge des einzubindenden Codes werden gegen die glibc gelinkte Programme unnötig groß und damit potenziell langsam, andere Plattformen werden gar nicht unterstützt. Eine Reihe von Projekten hat sich daher der Idee verschrieben, Alternativen zu glibc zu entwickeln, die bekanntesten sind uClibc und diet libc. Durch Beschränkung auf die – aus Sicht der Kritiker – „wesentlichen Dinge“ sind diese Implementierungen deutlich kleiner für die fertigen Binärprogramme, allerdings lässt sich nicht jedes glibc-Programm auch gegen diese alternativen Bibliotheken linken (z. B. weil sie Funktionen der glibc benutzen, die in den anderen Bibliotheken fehlen), oder es verhält sich während der Ausführung unerwartet. Vor allem für eingebettete Systeme sind die schlanken libc-Implementierungen jedoch sinnvoll.

## Geschichte

### Maintainer
Seit 2001 wurde das CVS-Repository der glibc bei Red Hat gehostet und fast ausschließlich von Ulrich Drepper gepflegt (Maintainer). Zusätzlich wurden aktuelle Snapshots in den FTP-Archiven und deren Spiegelserver bereitgestellt. Damit kam man der Community entgegen, da man z. B. durch restriktive Firewalls nicht von überall aus per CVS auf das Internet zugreifen kann.
Um das Jahr 2001 wurde ein Lenkungsausschuss für das glibc-Projekt eingerichtet, um welches es öffentlich ausgetragene Kontroversen gab. Ulrich Drepper beschrieb die Vorgänge öffentlich als Versuch einer „feindlichen Übernahme“ (engl. „hostile takeover“) durch Richard Stallman, welche fehlgeschlagen war.
Seit Mai 2009 wird die glibc als Git-Repository bei Sourceware weiter gepflegt.

### glibc 2.3
Mit der glibc 2.3 wurde eine Reihe von Verbesserungen integriert, die wichtigste davon ist die Ersetzung der alten Linux-Threading-Erweiterung linuxthreads durch die Native POSIX Thread Library (NPTL), die ebenso wie die glibc selbst federführend bei Red Hat entwickelt wurde. Die NPTL ermöglicht in Zusammenarbeit ab dem Linux-Kernel 2.6 eine deutliche Leistungssteigerung beim Threading und ist dabei POSIX-konform. Da man abwärtskompatibel sein wollte, steht für Programme, die auf nicht POSIX-konforme Verhaltensweisen der alten Implementation angewiesen sind, auch weiter LinuxThreads zur Verfügung, man muss es nun aber explizit per Linker-Direktive anfordern (z. B. LD_ASSUME_KERNEL=2.4.22). Auch die glibc selbst ist in den wichtigsten Funktionen abwärtskompatibel. Der kleinste gemeinsame Nenner ist dabei die Funktionalität der libc6, weshalb die Bezeichnungen glibc und libc6 auch häufig synonym füreinander verwendet werden (auf Alpha- und IA-64-Architekturen heißen die Bibliotheken aus historischen Gründen libc6.1, bieten jedoch die gleiche Funktionalität).

### EGLIBC-Fork
Wegen eines fehlenden Fokus der glibc auf Kompatibilität mit eingebetteten Systemen, besonders ARM-Prozessoren, und Problemen mit dem Umgang des Projektverantwortlichen, Ulrich Drepper, bei Fehlerberichten und eingereichten Korrekturen wurde eine Abspaltung (fork) des Projekts namens EGLIBC erstellt. Nach Selbsteinschätzung der Entwickler handelt es sich bei eglibc jedoch nicht um einen klassischen Fork, vielmehr wollen die Entwickler die Änderungen von glibc übernehmen, aber auch Patches akzeptieren, die keinen Einzug in glibc gefunden haben. Damit verfolgt eglibc das Ziel, einen freundlicheren Umgang mit Entwicklern zu pflegen und Embedded-Prozessoren besser zu unterstützen. Als erste große Linux-Distribution hat Debian auf diese Implementierung umgestellt, wechselte aber im Juni 2014 wieder zurück zu glibc, da das EGLIBC-Projekt seine Mission als erfüllt ansah und sich auflöste. Ubuntu verwendet ab Version 9.10 EGLIBC.

### Versionsgeschichte
Die Veröffentlichungsdaten wurden, so weit möglich, vom offiziellen FTP-Server übernommen.
| Version                                                                                        | Datum               | Bemerkungen |
| ---------------------------------------------------------------------------------------------- | ------------------- | --- |
| 1.0                                                                                            | März 1992           | |
| 1.x                                                                                            | 1992–1994           | |
| 1.09                                                                                           | November 1994       | |
| 2.0                                                                                            | Februar 1997        | |
| 2.1                                                                                            | Mai 1999            | |
| 2.2                                                                                            | Januar 2001         | Unterstützung großer Dateien (Large File Support)                                                                 |
| 2.3                                                                                            | Oktober 2002        | Native POSIX Thread Library (NPTL)                                                                                |
| 2.4                                                                                            | 6. März 2006        | Die Unterstützung der LinuxThreads wurde entfernt. Dies führte zu einem ABI Bruch für manche bestehende Binaries. |
| 2.5                                                                                            | 29. September 2006  | |
| 2.6                                                                                            | 17. Mai 2007        | |
| 2.7                                                                                            | 19. Oktober 2007    | |
| 2.8                                                                                            | 11. April 2008      | |
| 2.9                                                                                            | 10. März 2009       | |
| 2.10                                                                                           | Mai 2009 (?)        | Datum der Version 2.10.1                                                                                          |
| 2.11                                                                                           | 3. November 2009    | |
| 2.12                                                                                           | August 2010 (?)     | Datum der Version 2.12.1                                                                                          |
| 2.13                                                                                           | 1. Februar 2011 (?) | |
| 2.14                                                                                           | 1. Juni 2011        | |
| 2.15                                                                                           | 21. März 2012       | |
| 2.16                                                                                           | 30. Juni 2012       | |
| 2.17                                                                                           | 25. Dezember 2012   | |
| 2.18                                                                                           | 12. August 2013     | |
| 2.19                                                                                           | 8. Februar 2014     | |
| 2.20                                                                                           | 7. September 2014   | |
| 2.21                                                                                           | 6. Februar 2015     | |
| 2.22                                                                                           | 5. August 2015      | |
| 2.23                                                                                           | 19. Februar 2016    | |
| 2.24                                                                                           | 4. August 2016      | |
| 2.25                                                                                           | 5. Februar 2017     | |
| 2.26                                                                                           | 2. August 2017      | |
| 2.27                                                                                           | 1. Februar 2018     | |
| 2.28                                                                                           | 1. August 2018      | |
| 2.29                                                                                           | 31. Januar 2019     | |
| 2.30                                                                                           | 1. August 2019      | |
| 2.31                                                                                           | 1. Februar 2020     | |
| 2.32                                                                                           | 5. August 2020      | |
| 2.33                                                                                           | 1. Februar 2021     | |
| 2.34                                                                                           | 1. August 2021      | |
| 2.35                                                                                           | 3. Februar 2022     | |
| 2.36                                                                                           | 2. August 2022      | |
| 2.37                                                                                           | 1. Februar 2023     | |
| 2.38                                                                                           | 31. Juli 2023       | |
| 2.39                                                                                           | 31. Januar 2024     | |
| 2.40                                                                                           | 22. Juli 2024       | |
| 2.41                                                                                           | 29. Januar 2025     | |
| Legende:Ältere Version; nicht mehr unterstütztÄltere Version; noch unterstütztAktuelle Version |                     | |